# Sjöfn
Sjöfn ist eine Göttin der Liebe aus der nordischen Mythologie. Sie ist sowohl in der Prosa Edda als auch in diversen anderen Skaldendichtungen bezeugt.

## Theorien
Unter Beachtung der Informationen über Sjöfn, aus der Gylfaginning, schloss John Lindow, dass sjafni zwar in den Þulur als ein Wort für „Liebe“ vorkomme, sonst aber keinerlei Hinweise darauf existierten. Außerdem könnte „Sjöfn“ nur ein Synonym für Frigg sein. Rudolf Simek vermutet überdies, dass Snorri den Namen „Sjöfn“ vom altnordischen Lexem sefi in der Bedeutung „Sinn“ oder auch „Verwandter“ ableitete. Allerdings gibt es nahezu keine weiteren gesicherten Quellen über Sjöfn. Sjöfn wird daher mit anderen Göttinnen um Frigg als eine weitere Göttin der Liebe angesehen und gehört wohl, zusammen mit mehreren anderen germanischen Göttinnen, zu den beschützenden Matronen, die in der Prosa Edda erwähnt werden.

## Populäre Kultur
- Sjofn ist der Name eines Albums der finnischen Band Gjallarhorn, das 2000 publiziert wurde.
- Sjöfn ist einer der Figuren in der neuseeländischen Fernsehserie The Almighty Johnsons und wird von Michelle Langstone gespielt. In der Serie wird die Göttinn als Mensch reinkarniert.
- Sjöfn ist der Name einer Folk-Sängerin in Alaska.